# Carlos Valdés
Carlos Enrique Valdés Parra (* 22. Mai 1985 in Cali) ist ein ehemaliger kolumbianischer Fußballspieler.

## Spielerkarriere

### Beginn in Kolumbien
2005 begann Valdés seine Karriere als Fußballspieler bei Real Cartagena. Aufgrund seiner guten Leistungen war América de Cali, zu denen er auch Anfang 2006 wechselte. In den kommenden vier Jahren war er einer der Leistungsträger in der Abwehr der Mannschaft. 2009 wechselte er zu Santa Fe CD.

### Wechsel in die USA
Am 20. Januar 2011 wechselte Carlos Valdés zu Philadelphia Union in die Major League Soccer. Sein Debüt trat er am 19. März 2011 am ersten Spieltag der Saison 2011 an.
Im Februar 2015 schloss er sich dem uruguayischen Erstligisten Nacional Montevideo an. Bei den „Bolsos“ unterschrieb er einen Einjahresvertrag. In der Spielzeit 2014/15 lief er achtmal in der Primera División auf, wobei er kein Tor erzielte und gewann mit den Montevideanern die Uruguayische Meisterschaft. Im Juli 2015 wechselte er zu Independiente Santa Fe und bestritt dort zwei Erstligaspiele, ehe er am Ende der Saison 2016 seine Karriere beendete.

### Nationalmannschaft
Für die Kolumbianische Fußballnationalmannschaft stand Valdés zum ersten Mal 2008 auf dem Platz. Vorher spielte er für die U-20 von Kolumbien, mit denen er 2005 die U-20-Fußball-Südamerikameisterschaft gewann. Auch bei der anschließenden FIFA World Youth Championship war er Teil des Kaders.

### Erfolge
- Uruguayischer Meister: 2014/15